# Nectria desmazieresii
Nectria desmazieresii är en svampart som tillhör divisionen sporsäcksvampar, och som beskrevs av Odoardo Beccari och De Not. Nectria desmazieresii ingår i släktet Nectria, och familjen Nectriaceae. Arten är reproducerande i Sverige.